# كأس العراق 1997–98
فاز بهذه النسخة من بطولة لكأس العراق نادي الزوراء بعد فوزه في المباراة النهائية على نادي القوة الجوية بركلات الجزاء الترجيحية.

## نتائج بعض المباريات

### دور ربع النهائي
أقيمت المباريات يومي 29 ديسمبر 1997 و12 كانون الثاني 1998:
- نادي الشرطة × نادي الطلبة (3-0)، (3-2)
- نادي الزوراء × نادي دهوك (1-0)، (3-0)
- نادي القوة الجوية × نادي الجيش (2-1)، (1-0)
- نادي ميسان × نادي صلاح الدين (0-0)، (0-1)

### نصف النهائي
أقيمت المباريات يومي 6 نيسان و13 نيسان:
- نادي القوة الجوية × نادي صلاح الدين (2-1)
- نادي الشرطة × نادي الزوراء (0-1)، (1-2)

### المباراة النهائية
أقيمت المبارة على ملعب الشعب يوم 28 نيسان نادي الزوراء على نادي القوة الجوية بركلات الجزاء الترجيحية (4-3) بعد انتهاء المباراة بوقتيها الأصلي والإضافي (1-1).